# Wittgenstein (Familie)

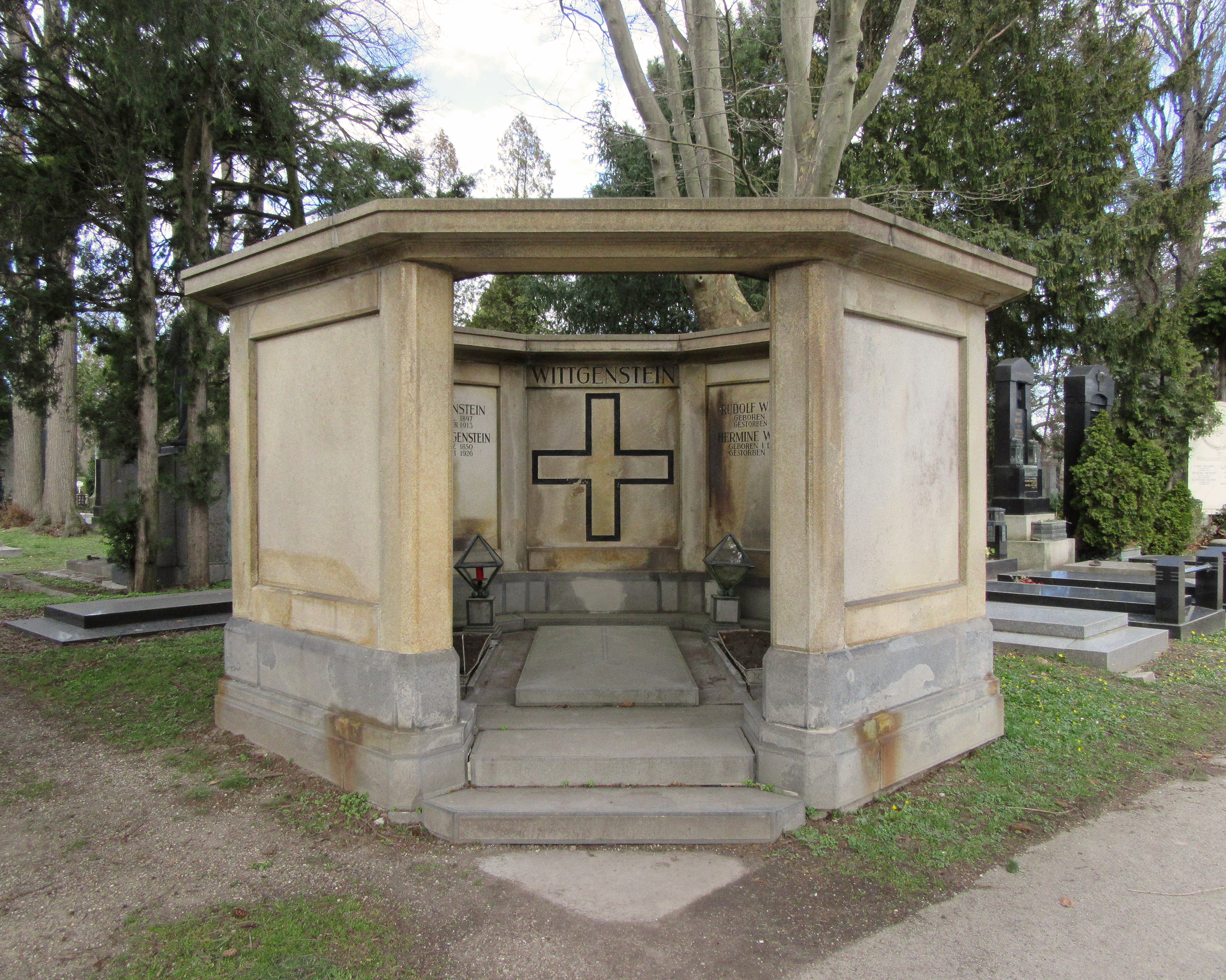
Die Familiengruft auf dem Wiener Zentralfriedhof

Die Familie Wittgenstein ist eine deutsch-österreichische, ursprünglich jüdische Familie, deren Vorfahren aus dem Wittgensteiner Land stammten. Aus ihr gingen namhafte Kaufleute, Unternehmer, Industrielle, Juristen, Musiker, Mäzene und Philosophen hervor.

## Familiengeschichte

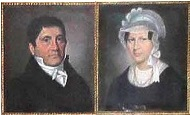
Moses und Breindel Meyer-Wittgenstein, Korbach 1810

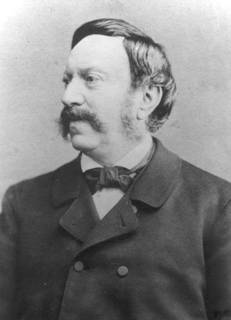
Jakob Wittgenstein, Berlin 1850

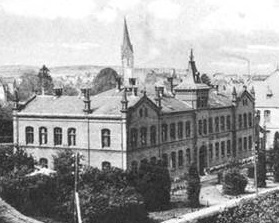
Jakob Wittgenstein`sche Altersversorgungsanstalt, Enser Straße 10, Korbach 1912

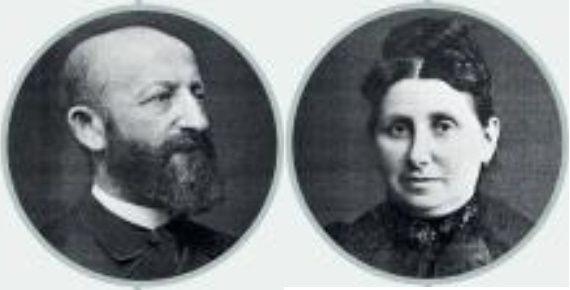
Louis Wittgenstein & Lina, geb. Berg, Warburg, um 1900

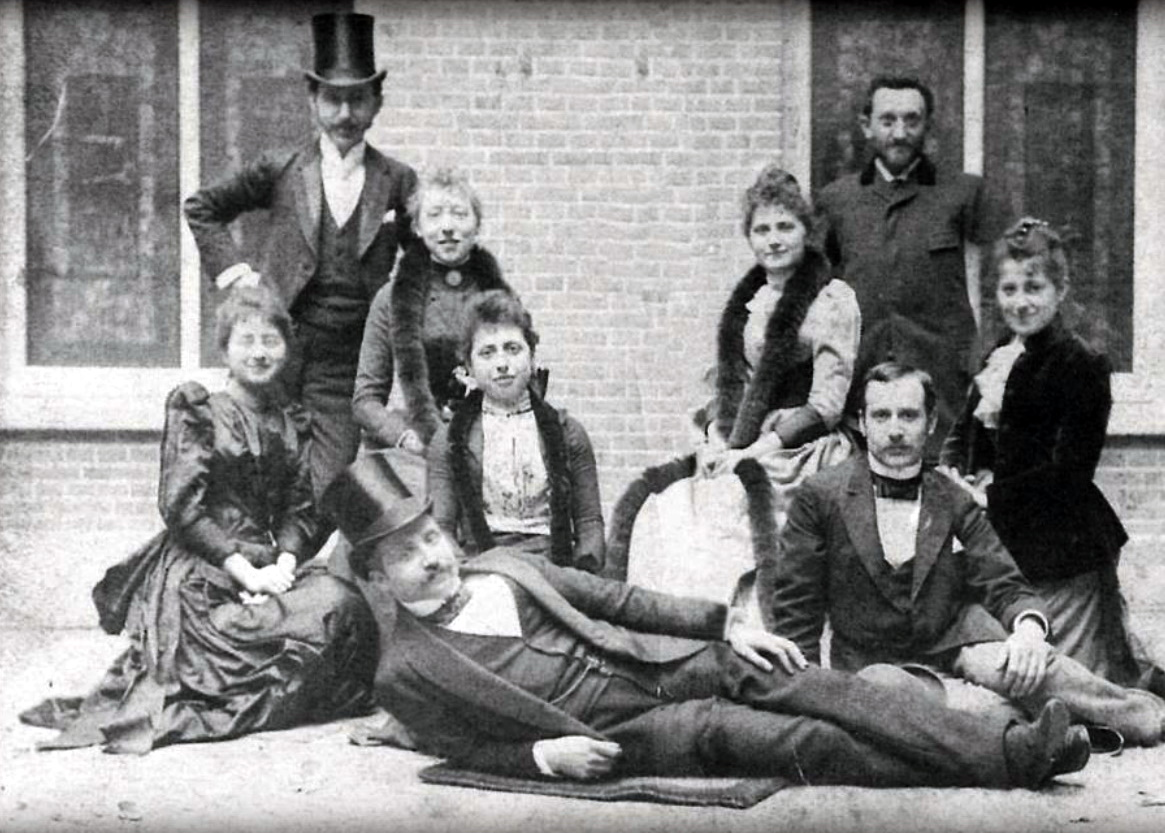
Die Kinder von Louis Wittgenstein, Warburg, um 1900

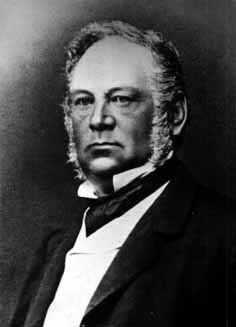
Hermann Christian Wittgenstein

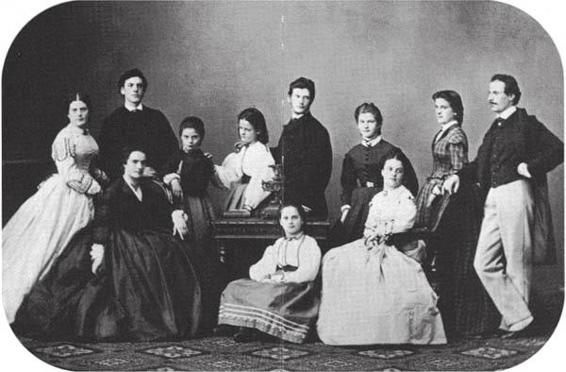
Die 11 Kinder von Hermann und Fanny Wittgenstein, Wien 1860

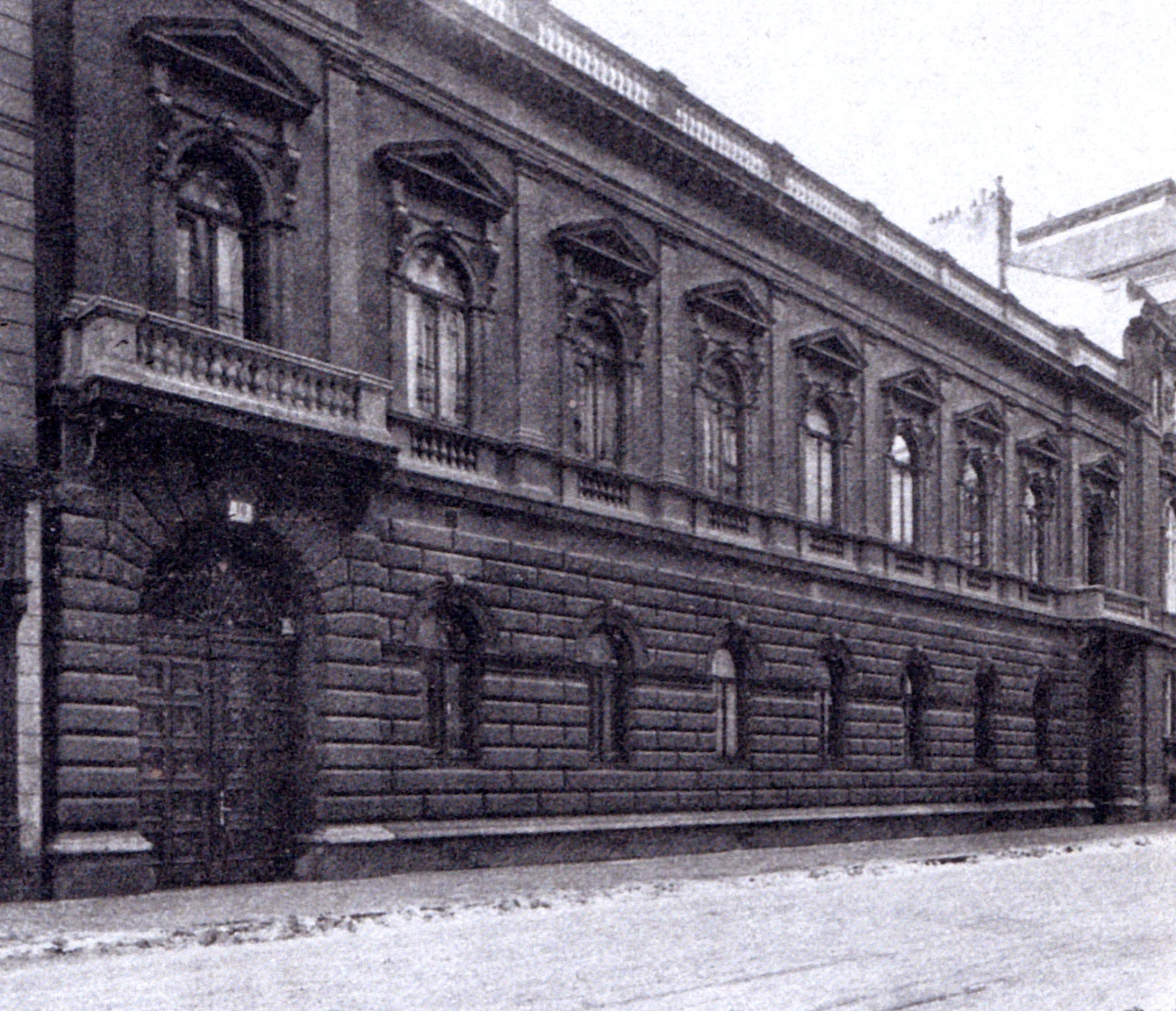
Palais Wittgenstein, Wien 1910

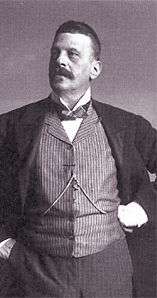
Karl Wittgenstein, Wien 1908

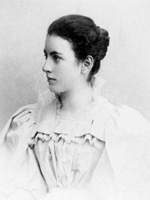
Margarete Stonborough-Wittgenstein, um 1920

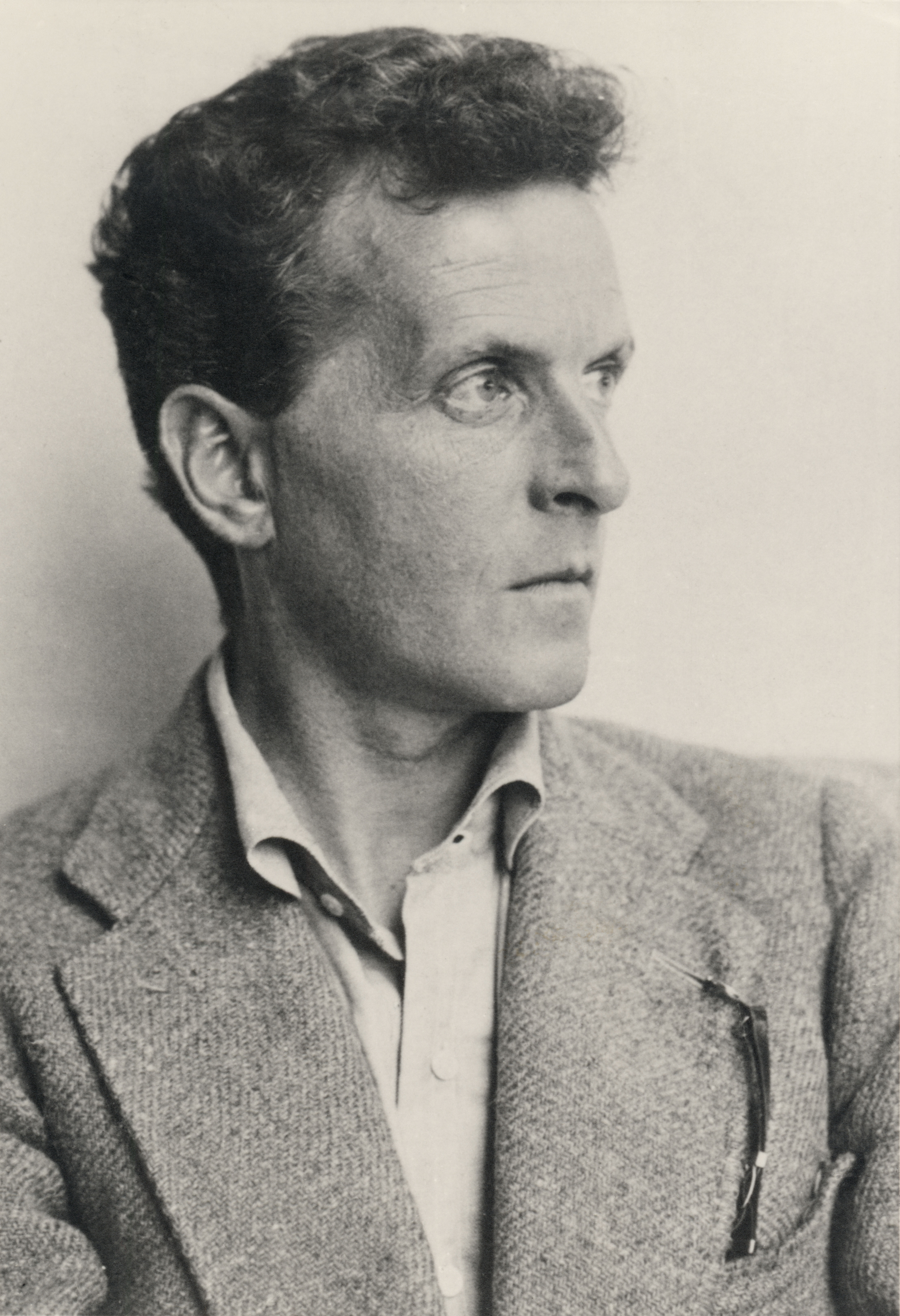
Ludwig Wittgenstein, 1930

### Gräfliche Gutsverwalter im Wittgensteiner Land
Die ältesten bisher bekannten Familienmitglieder waren der Gutsverwalter Ahron Moses Meier (gest. 1804) und seine Frau Sarah. Sie lebten in Laasphe im Wittgensteiner Land und standen in Diensten der Grafen von Sayn-Wittgenstein-Hohenstein. Ihr Sohn Moses Meyer (geb. 1761 in Laasphe; gest. 3. Januar 1822 in Korbach) wurde zunächst ebenfalls Gutsverwalter der Grafen. Nachdem in Folge des Reichsdeputationshauptschlusses die Grafschaft Wittgenstein 1806 an Hessen-Darmstadt gefallen, Napoleon 1808 die rechtliche Gleichstellung der Juden eingeleitet hatte und die Juden binnen drei Monaten Nachnamen annehmen mussten, wählte Moses den Namen Meyer-Wittgenstein. Das führte zu einem Konflikt mit dem noch 1804 zum Reichsfürsten erhobenen und in preußischen Diensten stehenden Wilhelm zu Sayn-Wittgenstein-Hohenstein. 

### Wollhändler in Korbach, Waldeck
In Folge der preußischen Reformen verließ Moses mit seiner Familie um 1815 das Wittgensteiner Land und zog ins nahegelegene Fürstentum Waldeck, wo er in der ehemaligen Hansestadt Korbach, in deren Umgebung es viele Schafe gab, ein erfolgreiches Geschäft als Wollgroßhändler aufbaute. Das Geschäft wurde nach dem Tode von Moses durch seine Frau und die Kinder weitergeführt. 

### Wollhändler in Leipzig
Hermann Christian Wittgenstein, der jüngere Sohn, konvertierte zum Protestantismus, zog 1839 nach Gohlis nahe der Messestadt Leipzig. Er lernte dort den 14 Jahre jüngeren Wollhändler Gustav Wolf Adolf Figdor aus Kittsee, Geschäftsführer des Wollhandelsunternehmens Jakob Figdor und Söhne kennen, trat in dessen Firma ein, die danach H. Wittgenstein & J. Figdor und Söhne hieß und heiratete Gustavs Schwester Fanny Figdor. Sie war eine Cousine des Violinisten Joseph Joachim, der 1843 bis 1849 am Leipziger Konservatorium studierte. 

### Gutverwalter und Unternehmer in Wien und Umgebung
1851 zog die Familie zunächst nach Vösendorf bei Wien, wo Hermann Christian einige Landgüter, zu denen auch die Besitzungen der Fürsten von Esterházy gehörten, verwaltete. Gustav Figdor kümmerte sich um die Vermarktung der landwirtschaftlichen Produkte, erweiterte das Geschäft unter anderem durch einen Holz- und Kohlenhandel und gründete ein Bankhaus. So wurde die Grundlage für eine der mächtigsten Unternehmerdynastien Österreichs geschaffen. 1910 zählten 26 Familienmitglieder zu den 929 reichsten Wiener Personen. 1860 zog die Familie nach Wien um. 

### Eisen- und Stahlindustrie
Von den 11 Kindern der Familie war das sechste, Karl Wittgenstein, der Erfolgreichste. Durch Vermittlung und Förderung seines Schwagers Paul Kupelwieser begann er als technischer Zeichner in der Eisen- und Stahlindustrie bei den „Teplitzer Walzwerken“ in Nordböhmen. Bereits 1876 wurde Karl in den Direktionsrat gewählt und 1877 zum Direktor bestellt. Durch Aufkauf anderer Unternehmen bzw. Aktien und konsequente Rationalisierungen entwickelte er schließlich das Unternehmen zu einem der neben Carnagie und Krupp mächtigsten Stahlunternehmen der Welt 1898 verkaufte er sein Vermögen und investierte den Erlös in die USA, nach den Niederlanden und in die Schweiz.

### Erster Weltkrieg
Die neun Kinder von Karl wuchsen so in sehr vermögenden Verhältnissen auf, konnten so ihren Interessen nachgehen und wurden Musiker, Philosophen, Förderer der modernen Kunst u. a. Einige begingen Suizid.

### Zeit des Nationalsozialismus
Nach dem Anschluss Österreichs an Nazideutschland 1938 wurde das Vermögen der österreichischen Familienmitglieder auch in jenen Teilen, die sich im Ausland befanden, von den Machthabern eingezogen bzw. als Gegenleistung dafür in Anspruch genommen, dass Mitglieder der Familie unbehelligt blieben. Das war durch eine der sehr seltenen Ausnahmeentscheidungen Adolf Hitlers möglich geworden. Die beiden Schwestern Hermine und Helene weigerten sich trotz Drängens ihres Bruders Paul, der in die USA emigrierte, Wien zu verlassen. Ludwig lebte bereits seit einigen Jahren in England. Erst durch eine durch massiven Druck und Drohungen mit Verhaftungen erzwungene Zahlung von 1,8 Millionen Schweizer Franken wurden die Schwestern als „Mischlinge“ anerkannt und konnten damit weiterhin in Österreich leben. Nur für einen kleinen Teil ihrer Vermögenswerte gelang es, diese ins Ausland zu schmuggeln (z. B. Originale von Partituren namhafter Komponisten) oder sie zu verstecken. Der Tauschhandel der Schwestern, der dem Regime nennenswerte Deviseneinnahmen brachte, wurde vom Rest der Familie abgelehnt, was zu einem lebenslangen Bruch führte.

## Nachfahrentafel (Auswahl)
1. Moses Meyer-Wittgenstein (geb. 1761 in Laasphe; gest. 3. Januar 1822 in Korbach) ⚭ Bernhardine (Breindel) Simon (1768–1829)
  1. Simson Moses Wittgenstein (geb. 8. Dezember 1788 in Laasphe, gest. 22. März 1853) ⚭ am 4. Oktober 1813 in Rheda mit Rebecca Rosenberg (geb. 2. Mai 1783, gest. 15. April 1854 in Korbach)
    1. Friedrike Wittgenstein (geb. ca. 1820 in Korbach) ⚭ am 6. August 1850 mit Isaac Koppel (geb. ca. 1815)
    2. Marcus Wittgenstein (geb. ca. 1818 in Korbach, gest. 1828 in Korbach)
    3. Jakob Wittgenstein (geb. 1. April 1819 in Korbach, gest. 3. Juni 1890 in Berlin durch Suizid), ⚭ Clara Lippert (am 22. Mai 1871 vom Stadtgericht Berlin geschieden), ab 1858 Immobilienkaufmann in Berlin, Begründer der „Simson und Rebecca Wittgenstein Stiftung“ (1884) und der „Jacob Wittgenstein`sche Altersversorgungsanstalt“ (1894)[4]

  2. Julia Wittgenstein (geb. 1790 in Korbach) ⚭ Rosenberg
  3. Abraham Wittgenstein (geb. 1791 in Korbach gest. 1863 in Ossendorf) ⚭ Julie Fontheim
    1. Sophie Wittgenstein (geb. 1821, gest. 1892) ⚭ Salomon Berg
    2. Emma Eva Wittgenstein (geb. 1825 in Korbach, ⚭ Nassau)
    3. Louis Wittgenstein (geb. 1834 in Korbach ?, gest. 1919 in Warburg), Möbelhändler, ⚭ Lina Berg (geb. 1837 in Warburg, gest. 1909 in Warburg)
      1. Julia („Julchen“, geb. 1862 in Warburg, gest. 1943 in Sobibor)
      2. Selma Wittgenstein (geb. 1865 in Warburg, gest. 1946 in Rotterdam)
      3. Dorina Wittgenstein (geb. 1866 in Warburg, gest. 1939 in Den Haag)
      4. Sophie Wittgenstein (geb. 1869 in Warburg, gest. 1946 in Den Haag)
      5. Emma Wittgenstein (geb. 1876 in Warburg, gest. 1933 in Aachen)
      6. Rosa Wittgenstein („Rosalie“, geb. 1867 in Warburg, gest. 1949 in Amsterdam)
      7. Iwan Wittgenstein (geb. ca. 1868 Warburg, gest. Lyon),
      8. Harry Wittgenstein (geb. 1870 Warburg)
      9. Alfred Wittgenstein (geb. ca. 1872 Warburg).

  4. Richard Simon Wittgenstein (geb. 1796 in Korbach, gest. 13. Februar 1862) ⚭ mit Ida (geb. 1809 in Bielefeld, gest. 3. Juli 1880 in Geibsdorf)
    1. Louise Johanne Henriette Wittgenstein, (geb. 1831), ⚭ Heinrich Hirsch (geb. 5. Mai 1840)
    2. Emma Flora Caroline Wittgenstein (geb. 1833, gest. 1879)
    3. Max Adolf Georg Carl Wittgenstein (geb. 1836)
    4. Ernst Oscar Wittgenstein (geb. 1844) ⚭ mit Emma Vaerst

  5. Hermann Christian Wittgenstein (geb. 15. September 1802 in Korbach; † 19. Mai 1878 in Wien-Hietzing), Wollgroßhändler in Gohlis und Immobilienhändler in Wien, 1839 zum Protestantismus konvertiert, ⚭ mit Franziska (Fanny) Figdor (* 7. April 1814 in Kittsee; † 21. Oktober 1890 in Wien-Hietzing)
    1. Anna Friederike Wittgenstein (* 31. Oktober 1840 in Gohlis bei Leipzig, † 22. September 1896 in Hietzing bei Wien), ⚭ Heinrich Emil Franz (* 9. Dezember 1839 in Wien, † 24. März 1884 ebenda), k. k. Landesgerichtsrat und k. k. Oberkirchenrat,
    2. Marie Wittgenstein (1841–1931), ⚭ Moritz Christian Pott (1839–1902 Eisenhändler),
    3. Paul Josef Gustav Wittgenstein (1842–1928), Jurist, ⚭ Justine Karoline Hochstetter (1858–1918)
      1. Johanna Wittgenstein (1877–1953) ⚭ Salzer
      2. Hermann Christian Wittgenstein (1879–1953)
      3. Paul Karl Wittgenstein (1880–1948)
        1. Paul Wittgenstein (* 13. September 1907 in Mitterndorf, Traunkirchen; † 13. November 1979 in Linz) Philosoph

    4. Josephine Wittgenstein (1844–1933), ⚭ Johann Nepomuk Oser (1833–1912)
    5. Ludwig „Louis“ Wittgenstein (1845–1925), auf Burg Hollenburg, ⚭ mit Maria Franz (1850–1912)
    6. Karl Otto Clemens Wittgenstein (* 1847 in Wien, † 1913)
      1. Hermine Wittgenstein (* 1874 in Teplitz; † 1950),
      2. Dora Wittgenstein (* 1876 in Wien),
      3. Hans Wittgenstein (* 1877 in Wien; † 1902 in Chesapeake Bay, vermutlich Suizid durch Ertrinken),
      4. Kurt Wittgenstein (* 1878 in Wien; † November 1918, erschoss sich an der italienischen Front),
      5. Helene Wittgenstein (* 1879 in Wien; † 1956) ⚭ Max Salzer, Ministerialbeamter,
      6. Rudolf Wittgenstein (* 1881 in Wien; † 1904) Student der Chemie, Suizid in Berlin
      7. Margarethe Stonborough-Wittgenstein (* 19. September 1882, † 27. September 1958), 1904 verheiratet mit Jerome Stonborough. Bauherrin des Hauses Wittgenstein und langjährige Besitzerin der Villa Toscana (Gmunden),
      8. Paul Wittgenstein (* 11. Mai 1887, † 3. März 1961) Pianist in Wien, Kuba und USA ⚭ Hilde Schania (1915–2001).
        1. Paul-Louis Wittgenstein (* 1941)
        2. Elisabeth (* 1935)
        3. Johanna (* 1937)

      9. Ludwig Wittgenstein (1889–1951) Philosoph

    7. Ottilie Ida Bertha Wittgenstein (1848–1908) Gutsbesitzerin, Käseproduzentin und Mäzenin in Pyhra, ⚭ Karl Kupelwieser (1841–1925)
      1. Paula Franziska Johanna Kupelwieser (1875–1938) ⚭ Mathes
      2. Ida Josepha Johanna Kupelwieser (1870–1927) ⚭ Lenz
      3. Ernst Hermann Leopold Kupelwieser (1873–1892)
      4. Johann Paul Kupelwieser (1879–1939) Dr. med.

    8. Klara Wittgenstein (1850–1935)
    9. Lydia Wittgenstein (1851–1920) ⚭ von Siebert
    10. Emilie Wittgenstein (1853–1939) ⚭ Theodor von Brücke (1853–1918, Richter)
    11. Klothilde Wittgenstein (1854–1937)